# Aleksandra (Czerwiakowa)
Aleksandra, imię świeckie Marija Afanasjewna Czerwiakowa (ur. 1873 w Kursku, zm. 14 marca 1938 na poligonie butowskim) – rosyjska prawosławna schimniszka, święta nowomęczennica.

## Życiorys
O jej wczesnym życiu i początkach życia mniszego brakuje informacji. Śluby mnisze wielkiej schimy złożyła już po rewolucji październikowej, gdy podobnie jak wiele innych mniszek została zmuszona do opuszczenia swojego klasztoru. Imię zakonne Aleksandra przyjęła na cześć św. Aleksandra Newskiego.
Schimniszka Aleksandra żyła w Filach pod Moskwą (obecnie w granicach administracyjnych miasta), a w swoim domu przyjmowała licznych wiernych, którzy zwracali się do niej z prośbami o rady i modlitwy. Otrzymywała również listy od wiernych z innych miast. Uważano ją za osobę obdarzoną darem widzenia przyszłości. Z czasem wokół Aleksandry zebrała się grupa kobiet, które utworzyły wspólnotę żyjącą według reguły mniszej, zatrzymywali się u niej również kapłani powracający z zesłania. Schimniszka wskazała w Filach cztery źródełka, które następnie stały się obiektem kultu jako cudotwórcze.
26 sierpnia 1937 Aleksandra została aresztowana pod zarzutem przynależności do „kontrrewolucyjnej grupy cerkiewno-monarchistycznej”. Zarzucono jej, iż podawała się za osobę jasnowidzącą w celach kontrrewolucyjnych, jak również rozpowszechniała prowokacyjne plotki, pobudzała nastroje terrorystyczne i faszystowskie. Nie przyznała się do winy. Skazana na śmierć, została rozstrzelana na poligonie Butowo i tam pochowana w zbiorowym grobie.
W 2003 została kanonizowana jako jedna z Soboru Świętych Nowomęczenników i Wyznawców Rosyjskich.